# مداحی

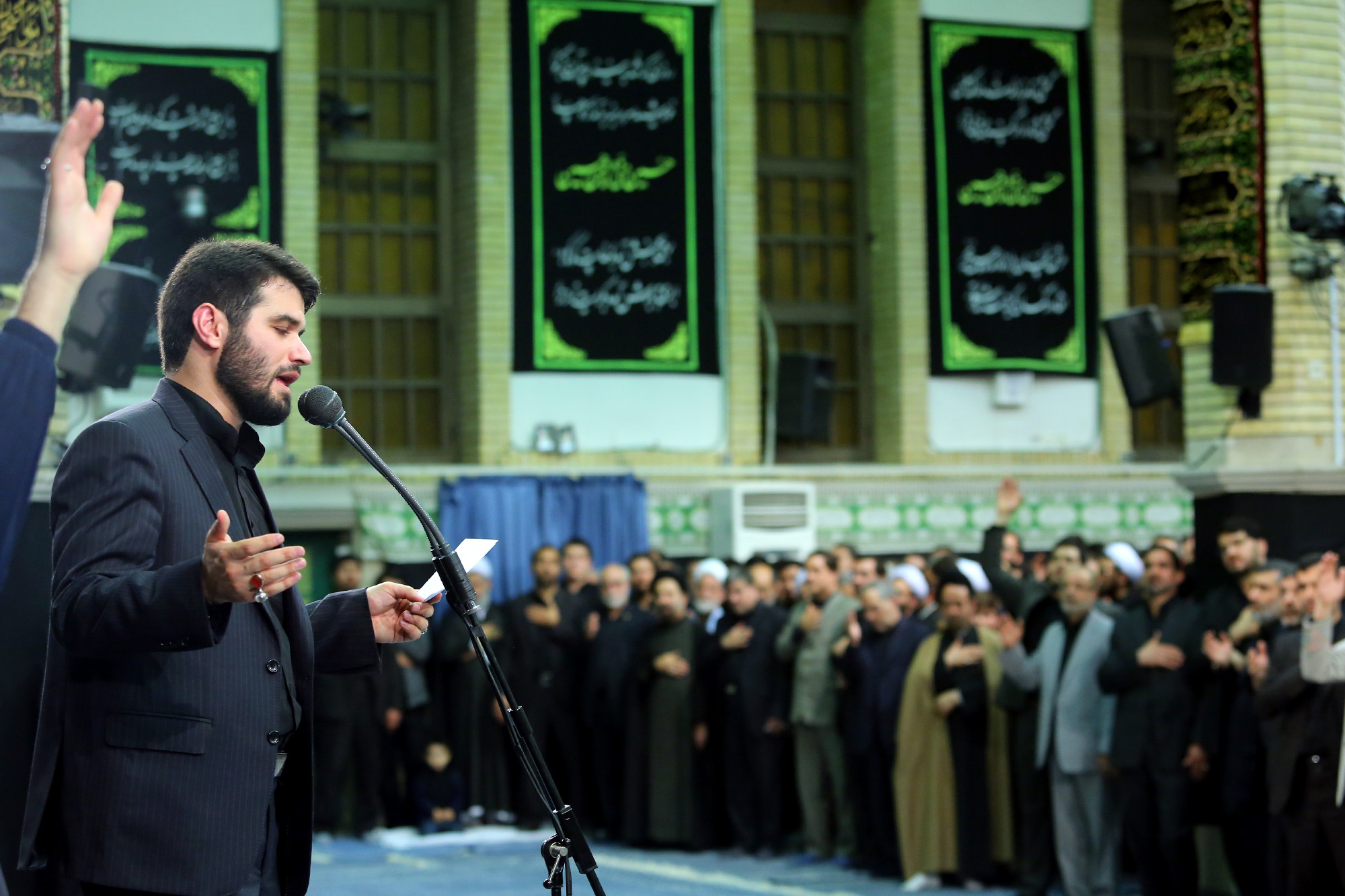
میثم مطیعی از مداحان ایرانی در حال مرثیه‌سرایی در بیت رهبری

مداحی یا روضه‌خوانی یکی از هنرهای نمایشی ملی و مذهبی ایرانیان همچون شبیه‌خوانی، پرده‌خوانی، نقالی است. شخصی یا فردی که شعر مذهبی و دینی را با صدای دلنشین برای مخاطبان بخواند به آن مداح گویند. این مراسم غالباً در ایام محرم، صفر، نیمه شعبان، فاطمیه و زادروز و وفات امامان شیعه برگزار می‌شود.
مداحی در گذر زمان، با محتوای سیاسی همراه شده و در برخی موارد، مداحان، روضه‌هایشان را مضامین سیاسی روز درآمیخته و اجرا می‌نمایند. هم‌اکنون، مداحی به عنوان یک پیشه حرفه‌ای در شیعیان ایران، عراق، پاکستان و سایر کشورهای شیعه‌نشین دنبال می‌شود.
تعداد مداحان ایران در سال ۱۳۹۸ ۱۵۰ هزار نفر تخمین زده شده که آمار غیررسمی دو برابر این تعداد است.

## تاریخچه
مداحی ریشه‌ای تاریخی در سیرهٔ محمد و اهل بیت او دارد. در زمان محمد، اشعار زیادی هم در مدح و ثنای خداوند و هم در مدح شخص او و هم در رابطه با وقایع تاریخی مثل غدیر خم سروده شده که بسیاری از این اشعار در دیوان‌های مختلف شعری از جمله دیوان صاحب بن عباد موجود است و عبدالحسین امینی نیز در کتاب «الغدیر» بسیاری از این اشعار را آورده است. امامان شیعه، شاعران را به سرودن شعر دربارهٔ خدا و پیامبر و اهل بیت تشویق می‌کردند و همین امر نشان دهنده جایگاه قابل توجه مداحی در اسلام است. از آنجا که مداحان در ایام محرم بخش‌هایی از کتاب روضه الشهدا فی مقاتل اهل بیت را می‌خوانند به آن‌ها روضه خوان نیز گفته می‌شود. امروزه مداحی چهره‌ای متفاوت از گذشته به خود گرفته و با رونق رسانه‌هایی مثل تلویزیون و کم رنگ شدن روضه خوانی به سبک قبل، بازار مداحان جوان که در قید و بند کلام فاخر و ارزش موسیقایی نغمه‌ها نیستند گرم شده است.

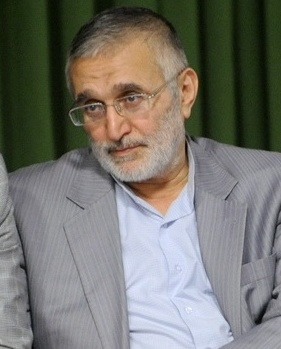
منصور ارضی از مداحان ایرانی در بیت رهبری

## مداحی در ایران
امروزه مداحی در ایران فراتر از جنبه‌های عزاداری صرف رفته و جنبه‌های سیاسی و بعضاً امنیتی پیدا کرده است. علی خامنه‌ای شبکهٔ مداحان را «یک وسیلهٔ منحصر به فرد» در تبلیغات حکومتی می‌داند. سخنان و اشعار برخی مداحان که شخصیت‌های عمدتاً دولتی ایران را خطاب قرار می‌دهند بارها حاشیه آفرین شده است. بی‌بی‌سی فارسی در مقاله‌ای در خصوص ابعاد امنیتی این مقوله نوشت از آنجا که نیروهای لباس شخصی بخشی از نیروهای غیررسمی حکومت محسوب می‌شوند می‌توان هیئت‌های عزاداری را مکانی برای ساماندهی و جذب این نیروها معرفی نمود.
مداحان اغلب به مرور زمان و کسب هواداران در میان قشر مذهبی جامعه رشد می‌کنند.

### دستمزد و حمایت‌های مالی دولتی
بسیاری از مداحان می‌گویند که منبع درآمدشان شغل‌های معمول است و مداحی را به‌خاطر ارادت و خدمتگزاری به شخصیت‌های مقدس دین اسلام انجام می‌دهند. کسب درآمد آن‌ها بابت مداحی، اغلب در قالب مبالغی است که به‌عنوان صله، از حضار یا برگزارکنندهٔ مجلس سوگواری دریافت می‌کنند. با این وجود، موضوع دستمزدهای دریافتی مداحان حرفه‌ای و شناخته‌شده، مقوله‌ای کاملاً متفاوت است. گاردین در گزارشی که در سال ۱۳۹۴ تهیه کرد از دریافت مبلغ بیش از پانزده میلیون تومان برای هر برنامه، توسط مداحان معروفی خبر می‌دهد که در تلویزیون ایران یا مراسم شخصیت‌های بانفوذ سیاسی برنامه اجرا می‌کنند. در سال ۱۳۹۶ ماهنامهٔ خیمه متعلق به محمدرضا زائری در گزارشی با نام «پاکت‌های نجومی» رقم دریافتی مداحان سرشناس برای هر برنامه را از ۳ تا ۶۰ میلیون تومان اعلام کرد. این رقم جدای از هزینهٔ سیستم صوتی، پامنبری‌ها (همراهان مداح که وظیفهٔ گرم کردن مجلس و تهییج سوگواران را بر عهده دارند)، تبلیغات و هزینهٔ «پُشت‌منبر» یا دکور هیئت است که باید مورد تأیید آن مداح باشد. در این گزارش از یک ویلای ۷۰۰ میلیون تومانی که بابت ده روز عزاداری محرم به یک مداح مشهور، «صله» داده شده به‌عنوان بالاترین دستمزد یک مداح نام برده شده است. این در حالیست که جبار رحمانی، استادیار پژوهشکدهٔ مطالعات فرهنگی و اجتماعی و مؤلف کتاب «مطالعات جامعه‌شناختی و انسان‌شناختی عزاداری محرم» در سال ۱۳۹۸ در گفت‌وگویی با وبسایت اَلِف به دستمزد میلیاردی برخی مداحان برای دههٔ محرم اشاره کرد.
مداحان ایرانی به غیر از درآمد شخصی‌شان از کمک‌های دولتی هم برخوردار هستند. از نمونه‌های این کمک‌ها تشکیل بنیاد دعبل خزاعی به دستور سید علی خامنه‌ای در سال ۱۳۸۴ خورشیدی بود که تأمین مالی و ارائهٔ خدمات تأمین اجتماعی به مداحان و خانواده‌های‌شان بخشی از وظایف آن است. نمونهٔ دیگر آن در سه سال آخر شهرداری محمدباقر قالیباف بود که مبلغی معادل شش برابر بودجهٔ «کنترل و کاهش آسیب‌های اجتماعی» برای «گسترش فرهنگ دینی، ملی و ارزش‌های انقلاب اسلامی» هزینه شد که شامل کمک به هیئت‌های خاص مذهبی هم می‌شد. در سال‌های اخیر رشتهٔ دانشگاهی مرتبط با مداحی نیز در مراکز آموزش علمی-کاربردی سازمان تبلیغات اسلامی ایجاد و تأمین بودجه شده است.

### تغییر ماهیت شعر و موسیقی
در دهه‌های اخیر با ورود نسل جدید و عمدتاً جوان به عرصهٔ مداحی، اصالت اشعار و کیفیت موسیقایی نغمه‌ها، افت چشمگیری داشته به شکلی که تشخیص آنها از موسیقی تفریحی و عامه پسند مشکل شده است. در این سال‌ها تعدادی از مداحان به دلیل دانش اندک ردیفی و موسیقایی، برای جذب مخاطب به کپی برداری از ترانه‌ها و تصنیفهای موفق پاپ یا سنتی روی آورده‌اند. در آثار نوین مداحی گاهی موسیقی بر شعر پیشی می‌گیرد و کلمات به صورت آهنگی بی‌معنا در می‌آیند که با ریتم‌های تند و رقص پای مداح و اطرافیانش و بر سینه کوبیدن‌های سریع و تند حاضران همراه است. این تحولات، بر شکل و شمایل و الگوی رفتاری مخاطبان نوحه خوانی هم اثر گذاشته است به‌شکلی که در بعضی از این برنامه‌ها حرکات عزاداران، شبیه به رفتار شرکت‌کنندگان در یک کنسرت راک یا متال است.
بخشی از این رویکرد را باید در ناآشنایی این گروه از مداحان با ساختار و ریشه‌های مداحی در گذشته جست‌وجو کرد. مداحان قدیمی با موسیقی ردیفی ایران آشنایی کامل داشتند و از دیگر سو به مداحی به عنوان یک شغل نگاه نمی‌کردند. در باب پیوند مداحی اصیل با موسیقی، می‌توان به خوانندگان نامداری همچون ابوالحسن اقبال‌آذر و جلال‌الدین تاج اشاره کرد که به موازات پیشهٔ خوانندگی‌شان، فعالیت‌هایی در مداحی داشته‌اند و حتی پدران اکبر گلپایگانی و محمدرضا شجریان که مداحان و خوانندگان مذهبی چیره‌دستی بوده‌اند.
از منظر کلام، برخلاف مداحان قدیم که از ادبیاتی فاخر و در مواردی از شعرها و مرثیه‌های سروده شده توسط شاعران معتبر استفاده می‌کردند، اشعار مداحی‌های جدید وامدار زبان عامیانه است. کلمه‌هایی هم‌چون «می، دیوونه، سگ، چشات، خوشگله، مردونگی» جای الفاظ احترام آمیز را گرفته و به اصطلاحاتی رایج در مداحی‌ها بدل شده‌اند که البته در جذب مخاطب نقش مؤثری دارند.
علیرضا میرعلینقی مورخ و محقق موسیقی معتقد است مداحان قدیم ایران ضمن برخورداری از موهبت درک شعر و اشراف به موسیقی ایرانی، حافظهٔ شعری بالایی داشتند و گاهی تا چند هزار بیت شعر از شعرایی همچون حافظ، سعدی و فردوسی را در خاطر داشتند، حال آن‌که مداحان کنونی ۱۰۰ بیت شعر را هم در حافظه ندارند. میرعلینقی در نقد جنبهٔ موسیقایی آثار جدید مداحی می‌گوید: «در غرب هم وقتی وارد کلیسا می‌شویم موسیقی باخ شنیده می‌شود نه موسیقی پاپ یا جاز، اما متأسفانه چند سالی است که در برخی مساجد و تکایای ایران نغمه‌های پاپ و جاز به گوش می‌رسد». مصطفی کمال پورتراب (آهنگ‌ساز) براین باور است که کشیش‌های کلیسا خود اهل موسیقی هستند و از دانش موسیقی مطلوبی برخوردارند اما در ایران، ممنوعیت و تحریمی که بر موسیقی روا داشته شد باعث هرج و مرجی شده که در موسیقی مذهبی هم نمود پیدا کرده است.

### زنان
مجالس روضه خوانی، نوحه‌خوانی یا مولودی برای زنان به صورت جلسات جداگانه‌ای برگزار می‌گردد. در این جلسات یا از روحانی شناخته شده برای انجام امور مذهبی استفاده می‌شود یا از زنانی که دارای اطلاعات مذهبی هستند و صدای خوشی دارند دعوت می‌شود که در اصطلاح عامه به این زنان که در این مجالس سخنرانی، روضه خوانی و مداحی می‌کنند خانم جلسه‌ای می‌گویند. ممکن است گاهی مجالس زنانه بدون سخنران و مداح برگزار گردد.
در سال‌های اخیر، برخی مسائل مربوط خانم جلسه‌ای‌ها، از جمله، نظرات آنان راجع به مسائل جنسی و دستمزدهای آنان جنجال‌برانگیز شده است.

## سبک‌های مداحی
1. شور[۲۴]
2. چهارضرب
3. جفت
4. زمینه
5. تک
6. واحد تند[۲۵]
7. وحد
8. سنگین
9. روضه[۲۶]